# Motorveje i Norge
Motorveje i Norge er blevet gradvist udviklet siden 1960'erne. Kravene til motorvej inkluderer mindst to baner i hver retning, fysisk adskillelse mellem kørselsretninger og planovergange. Øvre hastighed på motorveje i Norge er 110 km / t. Tidligere kunne tofeltsveje også klassificeres som motorveje i Norge, såkaldt "motorvejsklasse B", men disse kaldes nu motortrafikvej. Siden april 2023 er der er omkring 620 kilometer skiltet motorvej i Norge.
Den første motorvej i Norge uden for Asker blev åbnet i 1962, og der fulgte flere nye, korte sektioner i de følgende år. Norske vejmyndigheder planlagde at bygge næsten 800 kilometer motorvej indtil 1980, men i begyndelsen af 1970'erne stoppede motorvejskonstruktionen. Dette skyldtes til dels det faktum, at motorvejene beslaglagde store dele af vejbudgetterne, og at politikerne hellere ville investere i kortdistributionsnetværket.
I 1990'erne blev udviklingen af motorveje intensiveret markant, blandt andet med øget brug af vejafgifter. Da motorvejen mellem Assurtjern og Vinterbro i Viken åbnede i efteråret 2009, havde Norge for første gang et kontinuerligt motorvejsnet. Dette skete, da de tre længste motorvejssnit i Norge - nord, sydøst og sydvest for Oslo - var forbundet. Det blev derefter muligt at køre på motorvejen fra Tønsberg og Gardermoen til grænsen til Sverige ved Svinesund. I 2015 afsluttede Sverige motorvejen gennem Bohuslän, og det norske motorvejsnet blev derefter forbundet til hele det europæiske motorvejsnet. Indtil 2018 var der kun motorveje i Østlandet og i Agder, Rogaland og Vestlandet. Den 19. december 2018 åbnede en kort motorvejssektion i Trøndelag.  Vejmyndighederne Statens vegvesen og Nye Veier har planer om at bygge yderligere 600 kilometer motorvej i Norge i 2020'erne.
Typisk for motorvejene i Norge er, at de i vid udstrækning er udstyret med vejbelysning. Faktisk er det kun Belgien, Storbritannien og Holland, der har vejbelysning i samme omfang som Norge. Men disse tre lande er meget tættere befolket. Således er E6 Svinesund - Kløfta og E18 Ski - Sandefjord oplyst, mens nyere motorvejssektioner i landdistrikterne længere fra Oslo ikke er det.